# Turn of the Cards
Albums de Renaissance
Ashes Are Burning
(1973) Scheherazade and Other Stories
(1975)
Turn of the Cards est le cinquième album du groupe de rock progressif britannique Renaissance, sorti en 1974.

## Historique

### Enregistrement et production
L'album Turn of the Cards est enregistré en 1974 au De Lane Lea Music Centre à Wembley au Royaume-Uni par l'ingénieur du son Dick Plant assisté de Douglas Bogie et Mike Pela,,.
L'album est produit par Renaissance, Dick Plant et Richard Gottehrer et les arrangements orchestraux sont réalisés par Jimmy Horowitz,,.
La mastérisation (matriçage) est effectuée au studio Media Sound à New York aux États-Unis par Jeffrey Lesser,,.

### Publication et réédition
L'album sort en 1974 en format disque vinyle long play (LP) au Royaume-Uni et en Europe sous la référence BTM 1000 sur le label BTM Records (British Talent Managers) distribué par RCA Records,. Il sort la même année aux États-Unis sur le label Sire Records et en Israël et en Australie sur le label RCA Victor.
La pochette de l'album, qui représente un jeu de tarot tenu par une main face à un paysage représentant un château médiéval au crépuscule, est réalisée par Hipgnosis ,. Les cartes de tarot ornées des photos des membres du groupe à l'arrière de la pochette sont l'œuvre de Joe Petagno,.
L'album est réédité en CD à partir de 1994 par les labels MSI, Repertoire Records, TRC Records, HTD Records, 24 Bit Remasters, Arcàngelo, Collectables, Air Mail Archive et Esoteric Recordings America.+
Il est également réédité en 2015 en format disque vinyle long play (LP) en Allemagne par le label Repertoire Records.

## Accueil critique
Le site AllMusic attribue 4,5 étoiles à l'album. Le critique Bruce Eder d'AllMusic estime que « Le troisième album de cette incarnation de Renaissance est à la hauteur de leur précédent succès, Ashes Are Burning, avec des performances et une écriture tout aussi impressionnantes et quelques nouvelles tournures musicales ajoutées. Les chansons s'inscrivent plus facilement dans une veine rock, et les influences folk de l'album précédent ont disparu. Turn of the Cards est un peu plus rock, mais toujours dans une optique de rock progressif ».
Eder souligne également que « Mother Russia est un pas surprenant (et efficace) vers l'écriture de chansons d'actualité, traitant de la situation critique d'Alexandre Soljenitsyne et d'autres victimes de la répression soviétique (il faut avoir été là dans les années 1970 pour réaliser à quel point c'était un sujet brûlant) ».

## Titres
Tous les titres sont composés par Michael Dunford et Betty Thatcher.
La musique de la chanson Cold is Being est empruntée à l'Adagio en sol mineur composé en 1945 par Remo Giazotto et connu sous le nom d'Adagio d'Albinoni tandis que l'introduction musicale de Running Hard est empruntée à Jehan Alain (Litanies, pièce pour orgue) comme l'atteste la pochette arrière : 
« Thanks to Albinoni for Cold is Being, and also thanks to Jehan Alain for the opening piece of Running Hard »

### Face 1
1. Running Hard – 9:37
2. I Think of You – 3:07
3. Things I Don't Understand  – 9:29

### Face 2
1. Black Flame – 6:23
2. Cold is Being – 3:00
3. Mother Russia – 9:18

## Musiciens
- Annie Haslam[7] : chant, chœurs
- Michael Dunford : guitare acoustique, chœurs
- Jon Camp : basse, chant sur 3, chœurs
- John Tout : claviers, chœurs
- Terence Sullivan : batterie, percussions, chœurs

## Musicien invité
Jimmy Horowitz - Arrangements orchestraux 